# Михув (гмина)
Михув (пол. Michów) — сельская гмина (волость) в Польше, входит как административная единица в Любартувский повет, Люблинское воеводство. Население — 6413 человек (на 2004 год).

## Соседние гмины
1. Гмина Абрамув
2. Гмина Баранув
3. Гмина Фирлей
4. Гмина Езожаны
5. Гмина Камёнка
6. Гмина Коцк